# Reno Steba
Reno Steba (* 15. Juni 1960 in Dakota bei Oranjestad (Aruba)) ist ein niederländischer Jazzbassist.
Der Sohn des Trompeters Oscar Steba spielt ab dem zwölften Lebensjahr Bass. Durch sein Studium an der Musikakademie von Aruba kam er zur Jazzmusik. Er studierte bei dem Trompeter und Arrangeur Franklin Granadillo und dem brasilianischen Pianisten Armando Lorenzini. Er trat dann mit einer eigenen Band (Earth Sensation) auf und arbeitete als Studiomusiker.
1984 nahm er an der Martinique VI Carrefour Mondial de la Guitare teil. Hier lernte er Jaco Pastorius kennen, bei dem er Unterricht nahm und mit dem er gemeinsam auftrat. Er gewann einen Spezialpreis der Jury, im gleichen Jahr auch auf Aruba den Motito y Rufo Wever Award als Musiker des Jahres, im Folgejahr als Arrangeur des Jahres.
1985 übersiedelte Steba in die Niederlande. Hier wurde er Mitglied der Gruppe D.I. Formation, mit der er Auftritte mit Musikern wie Lee Touwers, Corrie Konings, Oscar Harris und Lou Prins hatte. Daneben arbeitete er mit Latin-Jazz-Gruppen wie Tribal Fusion, Bacan, Seduction, dem Ana Beck Quartet und Batida und mit karibischen Gruppen wie der Willy Latino Showband, Caribbean Fantasy, Unisono und Siembra. Als Sideman arbeitete er mit den Jazzmusikern Cindy Blackman, Ray Appleton, Alex Acuña und Armando Peraza.
Seit 1992 ist Steba Bassist des Trios Sticks & Strings. Außerdem leitet er mehrere eigene Bands: Ropes for Tails, mit der er 1991 und 1993 am Aruba Jazz & Latin Music Festival teilnahm, II Faces, mit der er 2000 sein Debütalbum Secret Passage aufnahm und F JAP III. Seit 1992 unterrichtet er Bassgitarre an der Musikschule von Amsterdam.